# Крестьянская война в Эстонии
Крестьянская война в Эстонии (23 апреля 1343 — февраль 1345) — эстонское национально-освободительное движение 1343—1345 годов за освобождение Эстляндии от датско-немецкого владычества. Началось 23 апреля 1343 года с восстания Юрьевой ночи (эст. Jüriöö ülestõus). Летом 1343 года восставшие эсты обратились за помощью к русским жителям Псковской земли (в составе Новгородской республики), которые, несмотря на то, что Русь обратилась в христианство даже раньше, чем скандинавы, также страдали от германских крестовых походов. Но псковский отряд из 5000 человек опоздал, и мятеж закончился поражением восставших. Тем не менее, данное событие продемонстрировало коллективную волю как эстонцев, так и русских противостоять крестоносцам. Основным источником по истории восстания является «Ливонская хроника» Германа Вартбергского (1372), сведения которой дополняют «Новая Прусская хроника» Виганда из Марбурга (1394) и «Младшая Ливонская рифмованная хроника» Бартоломея Хёнеке (1360), сохранившаяся в составе «Ливонской истории» Иоганна Реннера (сер. XVI века).

## Предпосылки
Причиной восстания стало усиливающееся этническое, языковое, религиозное и экономическое давление со стороны немецкой феодальной верхушки, участвовавшей в колонизации Прибалтики. Под видом христианизации язычников-эстов немецкие крестоносцы фактически захватывали земли. Строительство обширных немецких поместий (мыз), в которых эстам отводилась роль прислуги и батраков, фактически превратило страну в немецкую колонию. Гражданские права эстов, равно как и их социальная мобильность, неуклонно сужались.
Несмотря на то, что датская королевская власть в Эстонии отличалась относительно мягкими формами управления, большую часть феодалов на местах (до 80 % и более) составляли этнические немцы, воинственно настроенные по отношению к эстам и славянам Причудья. К середине 1340-х годов стало ясно, что датский король не может  обуздать немецких вассалов, у него появилось желание продать Эстонию. Рыцарство опасалось, что перемена власти поставит его под удар. Этим и воспользовались восставшие.

## Хронология
Восстание проходило в два этапа. Наиболее активно в восстании участвовали эсты из средневековых земель Харью в центральной Эстонии, где восстание и началось в 1343 году.
Юрьев день (23 апреля) был связан с началом полевых работ и земледельческого года. Восставшие имели план освободиться от немецкого владычества с этого дня. Они избрали себе четырёх вождей-«королей».

### Восстание на континенте

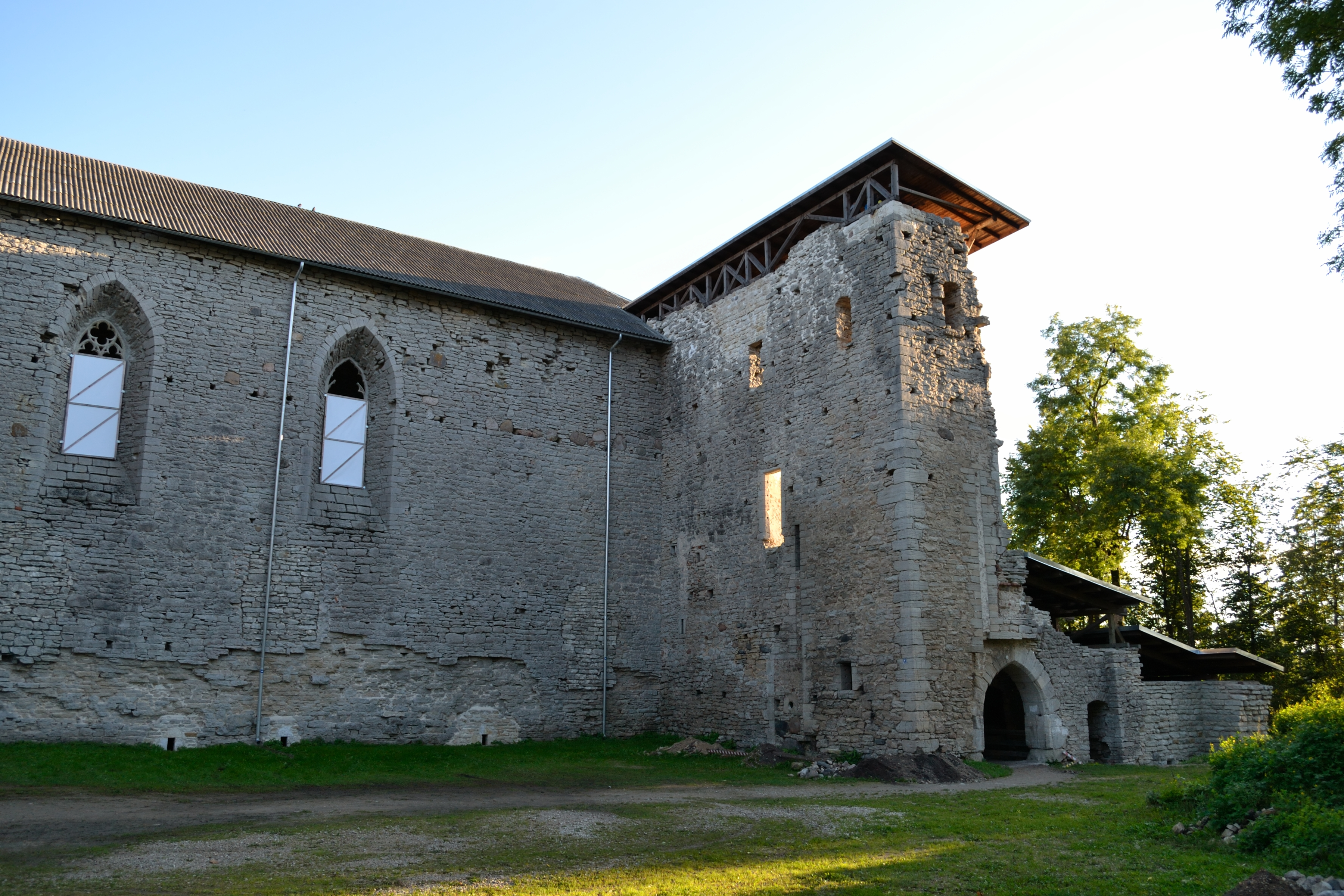
Развалины монастыря Падизе, 2011 год

Свое наступление они начали с захвата монастыря в Падизе, освободив затем всю территорию Харьюмаа, кроме Ревеля. Опасаясь, что не смогут взять крепость, эсты обратились за помощью к фогту города Турку, являвшемуся наместником шведского короля в Финляндии, пообещав ему при победе передать Ревель под власть Швеции. Однако Швеция на помощь не пришла.
Тем временем началось восстание в Роталии.
Войско Ливонского ордена во главе с магистром Бурхардом фон Дрейлебеном в тот момент шло походом на Изборск и вынуждено было повернуть в Эстонию. 4 мая 1343 года он пригласил вождей восставших на переговоры в Пайде, обвинил их в убийстве большого числа немцев. «Короли» были перебиты, войско восставших обезглавлено.
Немцы предприняли наступление, одержав победу в  крупном сражении близ деревни Канавере, где погибло около трёх тысяч эстов. Но это ещё не было разгромом: восставшие обратились за помощью к Пскову. Русское войско вступило на территорию Дерптского епископства, дойдя до Отепя, но, потерпев поражение, было вынуждено отступить.
Восстание на континенте было подавлено после битвы у Сыямяэ 26 мая 1343 года.

### Восстание на Эзеле

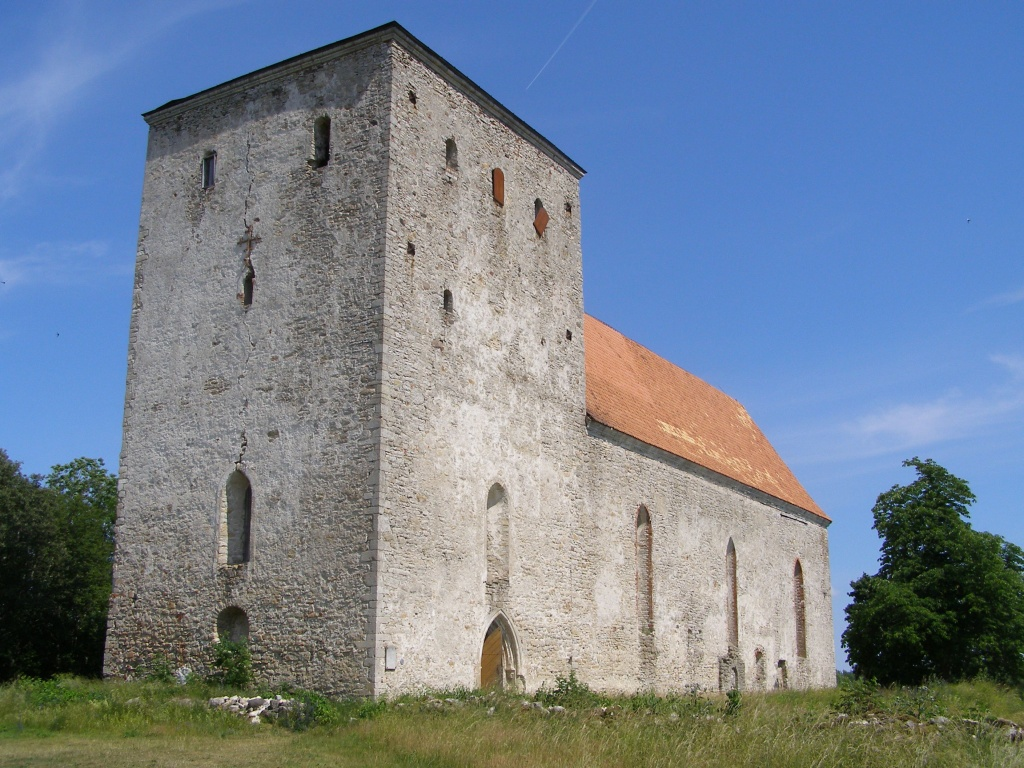
Церковь Пёйде, 2006 год

24 июля 1344 года восстали жители острова Эзель, осадив орденский замок Пейде (Пёйде) (в 1254 году упоминается как Poide).
В феврале 1344 года крестоносцы попробовали взять реванш, высадив десант на острове и осадив крепость Карья (1254 — Carries). Несмотря на большие потери, они взяли крепость и повесили эзельского «короля» Вессе. Однако начавшееся потепление заставило захватчиков уйти с острова.
Эзельцы прогнали немцев со своей земли почти на два года, но и они были разгромлены в феврале 1345 года.

## Сражения
Важнейшие столкновения противников во время крестьянского восстания:
- Массовая резня немцев после серии поджогов поместий. Возврат к язычеству.

Из Хроники Германа Вартбергского:

...новокрещенные Ревельскаго округа отложились, отрекаясь от веры. Они убивали своих собственных господ и всех немцев вместе с малыми ребятами, бросая детей о камни и ввергая их в огонь, или в воду. Они делали то, о чем позорно и говорить, а именно разрезали мечами женщин и прокалывали копьями находившихся в их чревах детей. Дома и другие строения они подожгли, церкви спалили дотла: точно также и монастырь Падес. 28 монахов они умертвили различными муками, аббат же спасся только с немногими. А тех, которых пощадили мужчины, тем жесточе убивали освирепевшие женщины.

- Осада датского Ревеля эстонцами, на помощь которым хотели прийти шведские феодалы из Выборга, стремившиеся ослабить власть Дании, основной балтийской соперницы Швеции. Из-за неблагоприятного исхода осады шведы решили всё же не вмешиваться в конфликт;
- Резня немцев в округе Роталия;
- Обман и убийство ливонцами четырёх эстонских предводителей, приглашённых на переговоры с немцами;
- 14 мая 1343 года — битва у Канавере;
- 26 мая 1343 года — битва у Сыямяэ близ современного Таллина;
- С 24 июля 1344 по февраль 1345 года — восстания на острове Эзель.

...магистр двинулся на Эзель, соединивши свое войско с прусским вспомогательным войском, и разрушил там упомянутое бревенчатое укрепление, причем было убито около 10 000 язычников, также, и их король по имени Вессе был повешен на одной осадной машине, после того как у него были оторваны ноги. В укреплении же язычники убили 500 христиан... И вот после того, как он опустошил несколько местностей, эзельцы прислали послов, которые просили мира и обещали снова принять христианскую веру. Они снова были приняты в лоно церкви, без наложения дальнейшего вещественного наказания.

## Последствия
В ходе войны погибли от 5 до 10 тысяч немцев, и примерно столько же эстов. Кроме того, под Дерптом погибло около 1000 русских воинов. Виганд Марбургский сообщает в своей хронике о 12 000 погибших повстанцев.
После капитуляции эзельцы должны были разрушить свою крепость, сдать своё оружие в Лихула, а также построить для ордена замок на побережье («замок возмездия» Зонебург).
Наиболее серьёзные последствия восстание эстов имело для королевской Дании, которая, призвав на помощь в подавлении мятежа Ливонский и Тевтонский ордена, утратила власть в регионе и 1 ноября 1346 продала Северную Эстонию Ливонскому ордену.

### Отображение вНовгородской первой летописи
В лѣто 6852. Бысть мятежь за Наровою великъ: избиша Чюдь своихъ бояръ земьскых, и въ Колываньскои земли и в Ругодивьскои волости, 300 их; потом Вперёдних велневицѣ съ юрьевци и избиша Чюди 14000, а избытокъ убѣжа в Островьскую землю; тамо по них ходиша велневици въ Островьскую землю, их же не взяша, но сами биты отъидоша.

## Исторические трактовки
«Нынешняя историография Эстонии описывает немецкую колонизацию значительно мягче, чем советская. Она трактуется как культурное приобщение, как некая средневековая глобализация», — считает эстонский журналист и политолог Игорь Розенфельд. Он считает, что в современной Эстонии, в отличие от марксистского подхода к истории, не принято говорить о жестокости колонизаторов по отношению к местному населению.

## Память

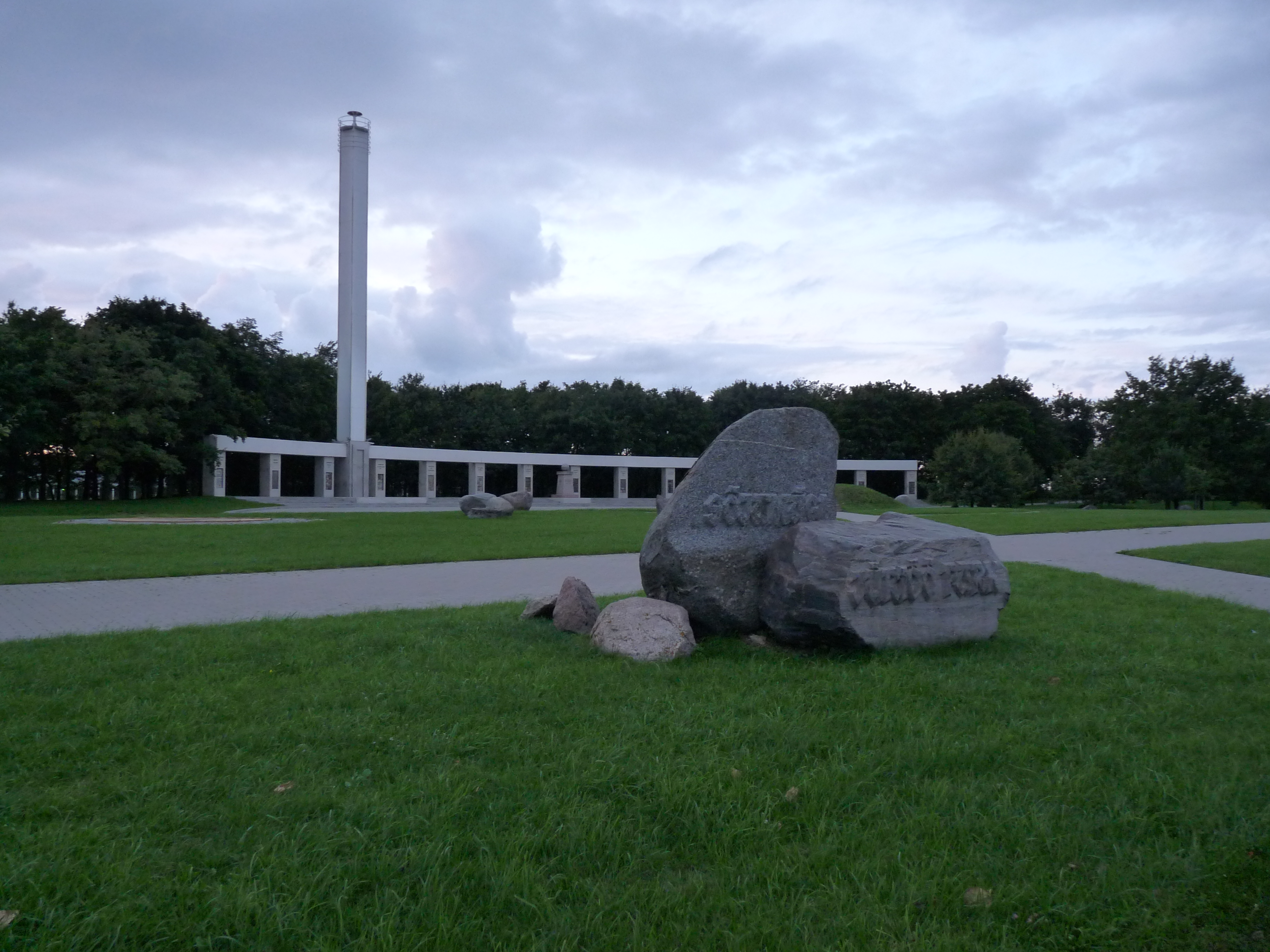
Памятник восстания Юрьевой ночи

В память о событиях Юрьевой ночи в парке таллинского района Ласнямяэ в 1935 году был построен парк. Однако позже то, что было сделано, было уничтожено во время Второй мировой войны, а в конце 1950-х годов проект возобновили, когда территорию очистили и посадили деревья и кусты. Этот район известен как нынешний парк Юрьевой ночи с 1990-х годов, когда здесь был открыт Мемориал восстания Юрьевой ночи. Мемориал, спроектированный архитекторами Фердинандом Меллом и Аларом Орувее, изображает холм, с которого возвышается боевой меч древних эстов. На склоне холма находится каменная лестница, ведущая к мечу, у подножия которого находится памятный камень, на котором выгравирован год битвы в Юрьеву ночь — 1343.
В 2007 году одна сторона парка была спроектирована как арка с масштабным маяком, вдохновленная незавершенным проектом 1930-х годов. Арка, состоящая из 15 колонн, похожая на древнегреческий храм, символизирует уезды Эстонии. У каждого столба есть сирота, где размещен фрагмент древнего замка соответствующего графства.
В 1999 году скульптор Сигне Мёльдер спроектировала для парка мемориал «Всем эстонцам во Второй мировой войне», на котором изображена грань из розового гранита, увенчанная изображением головы солдата. В 2000 году был завершен памятник из розового гранита Фердинанду Меллу и Алару Орувее «Борцам войны за независимость». В 2002 году художник по металлу Хейго Йелле спроектировал самую большую в Эстонии кузницу в парке — скульптуру «Сыясара». Также на территории высажена аллея памятных дубов, а к праздничным мероприятиям устроено место для костра свободы.
Эстонский писатель Эдуард Борнхёэ описал крестьянскую войну в своих повестях «Мститель» (1880) и «Борьба Виллу» (1890).